# (419624) 2010 SO16
(419624) 2010 SO16 — маленький околоземный астероид из группы аполлона, обладающий крайне интересной орбитой: очень близкой к орбите Земли, но не допускающей приближений астероида к нашей планете менее, чем на 0,15 а.е. Астероид был открыт 17 сентября 2010 года с помощью инфракрасного космического телескопа WISE, данные с которого были проанализированы в обсерватории Армы, близ одноимённого города в Ирландии. Абсолютная звёздная величина этого астероида составляла всего 20,7m. Таким образом, для его наблюдения требуются очень крупные телескопы. При неизвестном альбедо поверхности, это позволяет оценить размер астероида в 200–400 метров.

Орбита астероида 2010 SO16 и его положение в Солнечной системе
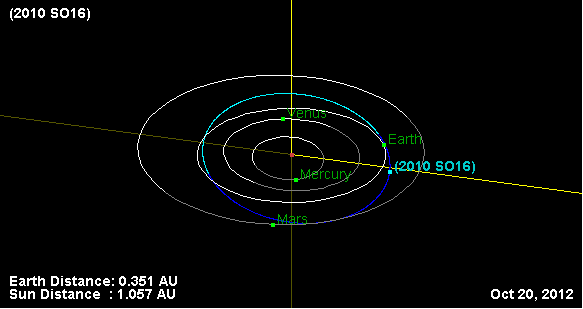
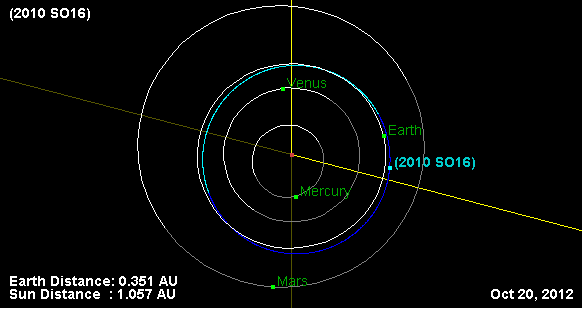

## Подковообразная орбита
Подобных ему тел в Солнечной системе огромное количество, но этот астероид обладает одной важной отличительной особенностью — он движется относительно Земли по необычной подковообразной орбите, что и привлекло к нему пристальное внимание астрономов. Подобная орбита формируется под воздействием гравитационного поля Земли у тел, которые движутся в орбитальном резонансе 1:1 с нашей планетой, то есть совершают один оборот вокруг Солнца за один год.
Цикл движения астероида заключается в попеременном переходе с внешней орбиты относительно Земли на внутреннюю под действием гравитационного поля нашей планеты.
Допустим, первоначально астероид двигается по внутренней орбите относительно Земли и как бы нагоняет планету, поскольку находится ближе к Солнцу и потому обладает большей скоростью, совершая обороты вокруг Солнца с периодом, несколько меньшим одного года, чтобы в конечном итоге оказаться вблизи нашей планеты (точка A).

Схема подковообразной орбиты

Далее под действием гравитационного поля нашей планеты (419624) 2010 SO16 сближается с Землёй на минимальное расстояние (точка B) и оказывается между ней и точкой Лагранжа L5, после чего он переходит на внешнюю орбиту (точка C). Теперь, находясь на внешней орбите относительно Земли и двигаясь с меньшей скоростью он начинает отставать от нашей планеты и совершает обороты вокруг Солнца с периодом, несколько превышающим один год, чтобы в конечном итоге оказаться по другую сторону нашей планеты (точка D). Здесь он снова сближается с Землёй, совершая гравитационный манёвр между ней и точкой Лагранжа L4, после чего снова оказывается на внутренней орбите (точка E) и начинает движение в обратную сторону, вновь нагоняя её.
Всё это, разумеется, можно проследить только при рассмотрении движения астероида относительно Солнца и Земли; физическая орбита (419624) 2010 SO16 весьма тривиальна.
Длительность данного цикла составляет около 350 лет. При этом подобные орбиты, как правило, оказываются очень неустойчивыми и недолговечными, однако в данном случае время её существования может превышать 120 000 лет, а возможно и ещё дольше. Эта величина на два порядка превосходит оценки, полученные для двух других астероидов, находящихся на подобных орбитах 2001 GO2, 2002 AA29 и (54509) YORP. Астероид (419624) 2010 SO16 также можно считать самым крупным в этой группе.